# Loi du 27 juillet 2023 visant à protéger les logements contre l'occupation illicite
Lire en ligne

LOI n° 2023-668 du 27 juillet 2023 visant à protéger les logements contre l'occupation illicite

La loi du 27 juillet 2023 visant à protéger les logements contre l'occupation illicite, aussi appelée « loi Kasbarian-Bergé » ou « loi antisquat », est une loi française portée par les députés Renaissance Aurore Bergé et Guillaume Kasbarian, promulguée sous le gouvernement d'Élisabeth Borne.
Adoptée grâce aux voix de la majorité présidentielle, des Républicains et du Rassemblement national, elle alourdit fortement les peines prévues pour les squatteurs, crée des peines à l’encontre des locataires en défaut de paiement qui ne se soumettent pas à une décision d’expulsion, et marque un virage à droite en matière de politique du logement.
La loi a été saluée par les associations de propriétaires immobiliers, et critiquée et combattue par les principales associations de locataires, de lutte contre le mal-logement, le Syndicat de la magistrature, la Défenseure des droits, la Commission nationale consultative des droits de l’homme, et les experts de l’Organisation des Nations unies.

## Contexte
Le squat d'un logement était déjà puni par le code pénal. La loi du 22 juillet 1992 a créé le délit de pénétration dans le domicile d’autrui et celle du 24 juin 2015 a précisé l’infraction de violation de domicile. Une procédure d'évacuation forcée des squatteurs avec le concours des préfets a été créée par la loi sur le droit au logement opposable (loi Dalo, de 2007), et renforcée par la loi d'accélération et de simplification de l'action publique (loi Asap, du 7 décembre 2020),,,. La loi Asap protège aussi les résidences secondaires et exige des préfets une réponse sous 48 heures aux demandes d'évacuation,.

## Parcours législatif
La proposition de loi est déposée le 18 octobre 2022 par Guillaume Kasbarian. Elle est adoptée en première lecture, avec modifications, par l'Assemblée nationale le 2 décembre 2022, puis par le Sénat (avec modifications) le 2 février 2023, et en deuxième lecture par l'Assemblée nationale le 4 avril 2023 (avec modifications), et par le Sénat (sans modification) le 14 juin 2023. 
Le 26 juillet 2023, le Conseil constitutionnel, saisi par la gauche,, censure un seul article, qui exonérait les propriétaires de logements squattés de leur obligation d’entretien et les exonérait de leur responsabilité en cas d'accident causé par un défaut d’entretien. Contrairement à une rumeur partagée par la droite et l'extrême droite, cette censure n'autorise pas les squatteurs à poursuivre le propriétaire d’un logement mal entretenu,,,,.

## Mesures

### Répression des squats
- Le délit de violation de domicile est dorénavant puni de trois ans de prison et 45 000 € d'amende (un an et 15 000 € auparavant)[3]. La notion pénale de domicile inclut désormais tous les locaux d'habitation contenant des meubles (avec une réserve d'interprétation émise par le Conseil constitutionnel).
- La procédure administrative d'évacuation forcée d'un domicile est étendue à tous les locaux d'habitation illégalement occupés, même s'ils sont inoccupés et non meublés : dans les faits, tous les logements vacants[25].
- La loi crée un nouveau délit « d'occupation frauduleuse d’un local à usage d’habitation ou à usage commercial, agricole ou professionnel » puni de deux ans de prison et de 30 000 € d'amende.
- Une nouvelle infraction vise les locataires en impayés de loyer restés dans le logement à l’issue d'un jugement d’expulsion devenu définitif, puni de 7 500 € d’amende, sauf lors de la trêve hivernale et pour ceux bénéficiant d'une décision de sursis à expulsion ou d'un logement social.
- Le juge voit ses pouvoirs réduits[26] : il ne peut plus accorder de délais aux squatteurs dont l'expulsion a été judiciairement ordonnée.
- Peuvent être puni de trois ans de prison et de 45 000 € d'amende les instigateurs de squats qui auraient fait croire qu’ils sont propriétaires des logements. Est sanctionné de 3 750 € d'amende « la propagande ou la publicité » de méthodes facilitant ou incitant les squats ;
- Le dispositif créé en 2009 et modifié par la loi Elan de 2018 est pérennisé. Il permet à des propriétaires de confier temporairement à des organismes publics ou privés des locaux vacants pour du logement ou de l'insertion sociale, dans l'attente d'une réhabilitation ou d’une vente. Lorsque le dispositif est confié à des entreprises privées, l'État doit vérifier régulièrement la conformité de leurs pratiques.

### Sécurisation des bailleurs en cas d'impayés de loyers
- Clause de résiliation automatique en cas d'impayés de loyers (dans les faits, elle était déjà incluse dans la quasi-totalité des contrats).
- Les conditions de suspension de cette clause par le juge sont modifiées. Le juge peut suspendre les effets de cette clause d'office ou à la demande du locataire ou du bailleur si le locataire est en situation de régler sa dette locative (ce que prévoyait déjà le droit) et qu’il a « repris le versement intégral du loyer courant avant la date de l’audience ». La suspension de la clause prend fin automatiquement « dès le premier impayé » ou retard dans le paiement de la dette locative fixé par le juge.
- Le texte réduit certains délais dans les procédures contentieuses du traitement des impayés de loyers.
- D'autres mesures cherchent à renforcer la prévention des expulsions locatives.

## Commentaires
Le texte est défendu par les acteurs de l'immobilier, notamment l’Union nationale des propriétaires immobiliers, l'Union des syndicats de l’immobilier, et la Fédération nationale de l’immobilier.
Les effets prévisibles de cette nouvelle loi sur les locataires précaires en défaut de paiement sont dénoncés par de nombreux observateurs et élus, qui s'alarment que de ne plus pouvoir payer son loyer devient passible de prison, de l'accélération des procédures d'expulsion, et de la réduction du pouvoir des juges au profit des préfets,,,,. Le sociologue Camille François remarque que l'appellation loi antisquat « focalise le débat sur les situations les plus extrêmes d’habitat précaire », alors que la loi pénalisera principalement les « locataires aux revenus modestes, entrés légalement dans les lieux et disposant d’un bail, qui connaissent des difficultés à payer leur loyer » et deviendront des délinquants, « alors que tout indique que la propriété immobilière a rarement été aussi concentrée et qu’elle est au cœur de l’explosion des inégalités ». La loi est critiquée par l'ancienne ministre du logement de François Hollande, Emmanuelle Cosse, et par sa successeuse lors du premier quinquennat d’Emmanuel Macron Emmanuelle Wargon, et une quinzaine d’organisations — dont la Ligue des droits de l’homme, le Syndicat de la magistrature, le Secours catholique, et les principales associations de locataires —, qui ont demandé son retrait. L’ancien député LRM, Aurélien Taché a dénoncé la « criminalisation de la pauvreté ». Pour la Défenseure des droits, Claire Hédon, ces mesures « ne sont ni nécessaires, ni proportionnées ».  
Les rapporteurs spéciaux de l’ONU sur le logement convenable, l’extrême pauvreté et les droits de l’homme ont exprimé leur crainte que le texte viole les engagements internationaux de la France. Ils estiment que plusieurs mesures « se présentent comme visant à renforcer les droits des propriétaires de logements, tout en fragilisant » des personnes déjà « particulièrement vulnérables », parmi lesquelles « les ménages ne parvenant pas à payer leurs loyers », alors que la France est signataire du Pacte international relatif aux droits économiques, sociaux et culturels selon lequel « les politiques et la législation ne devraient pas être conçues de façon à bénéficier aux groupes sociaux déjà favorisés, au détriment des autres couches sociales ». Les rapporteurs regrettent aussi que la procédure d’expulsion locative soit accélérée sans que cela soit accompagné « d’un renforcement du droit pour les ménages précarisés d’avoir accès à un logement à un prix abordable »,.

## Documents
- (obsolète) Fondation Abbé Pierre / Gisti / Romeurope, « Expulsions de terrain et de squat : sans titre mais pas sans droits : 2e édition » [PDF], sur www.gisti.org, avril 2018 (consulté le 9 février 2024)
- Ressource relative à la vie publique (pour loi du 27 juillet 2023 visant à protéger les logements contre l'occupation illicite) :   - Politique pappers
- Assemblée nationale, « Protéger les logements contre l’occupation illicite », sur Assemblée nationale (consulté le 9 février 2024)
- Conseil constitutionnel, « Décision n° 2023-853 DC du 26 juillet 2023 », sur www.conseil-constitutionnel.fr (consulté le 9 février 2024)
- Conseil constitutionnel, « Le Conseil constitutionnel infirme de fausses interprétations données à sa décision du 26 juillet 2023 sur la loi visant à protéger les logements contre l’occupation illicite. », sur www.conseil-constitutionnel.fr, 29 juillet 2023 (consulté le 10 février 2024)
- Balakrishnan Rajagopal et Olivier De Schutter, « Mandats du Rapporteur spécial sur le logement convenable en tant qu'élément du droit à un niveau de vie suffisant, ainsi que sur le droit à la non-discrimination à cet égard et du Rapporteur spécial sur l’extrême pauvreté et les droits de l’homme » [PDF], sur ohchr.org, 30 mars 2023
- « Circulaire du 22 janvier 2021 relative à la réforme de la procédure administrative d’évacuation forcée en cas de « squat » », sur Légifrance (consulté le 9 février 2024)
- Cour des comptes, « La prévention des expulsions locatives », sur www.ccomptes.fr, 19 décembre 2022 (consulté le 10 février 2024)